# 西原親
西原 親（にしはら ちかし、1938年（昭和13年）6月28日 - 2018年（平成30年）12月27日）は、日本の政治家。位階は従四位。
福岡県みやま市長（3期）、福岡県議会議員（5期）。

## 来歴
1961年（昭和36年）3月、九州大学経済学部卒業。同年4月、江商株式会社（現・兼松株式会社）に就職。1981年（昭和56年）4月から2007年（平成19年）3月まで福岡地方裁判所調停委員を務めた。
1983年（昭和58年）4月の福岡県議会議員選挙に初当選。2003年（平成15年）の県議選において、当時定数2だった山門郡選挙区で自民党公認の候補者に僅差で敗れた。県議時代は全国農政連に所属した。
2007年（平成19年）1月29日、瀬高町・山川町・高田町が合併し、みやま市が誕生。これに伴って3月4日に行われた市長選に出馬。自民党の推薦を得た旧瀬高町長の鬼丸岳城を抑え初当選した。
2011年（平成23年）、無投票で再選。2015年（平成27年）、3選。
2018年（平成30年）9月30日、健康上の理由により辞職。同年12月27日、多発性骨髄腫のため死去。叙従四位、旭日中綬章追贈。